# Volvo C70
Volvo C70 waren zwei Cabriolet- und ein Coupé-Modelle von Volvo.
Im April 1997 kam zunächst das Coupé in den Handel. Das Cabrio folgte ein Jahr später, wobei die Auslieferung nach Europa erst gegen Ende 1999 begann. Der erste C70 war eine Karosserievariante der S70- und V70-Modelle. Wie diese baute er der Bodengruppe des früheren Volvo 850 auf.
Im Mai 2006 wurde der zweite C70 in den deutschsprachigen Märkten eingeführt. Er besitzt eine neue Sicherheitszelle mit Kopfairbags in der Seitentür und Stahlverstärkungen. Strukturen im Heck verhindern, dass das geöffnete Verdeck beim Heckaufprall in die Zelle eindringen kann. Anforderungen an den Fußgängerschutz bestimmen neben Designgründen die Form der Windschutzscheibe. Die gegenüber dem Vorgängermodell flachere Neigung vermindert bei Fußgängern das Risiko schwerer Kopfverletzungen. Die Produktion des Modells endete 2013.

## C70 (Typ N, 1997–2005)
Seit 1994 war eine kleine, sehr junge Gruppe für das AutoNova genannte Joint Venture von Volvo mit ihrem britischen Rennsportpartner, dem Ingenieursunternehmen TWR (Tom Walkinshaw Racing) damit befasst, eigenständig zu den bei Volvo laufenden Weiterentwicklungen der Viertürer auf Basis des Modells 850 zweitürige Varianten und für diese zugleich die Einrichtung einer neuen Fabrikation in Uddevalla vorzubereiten. Die Technik und vor allem die Form wurden zum Großteil in England auf der Basis von Entwürfen des TWR-Designers Ian Callum entwickelt. Weltpremiere hatte das Coupé und die damit bei Volvo eingeleitete Abkehr von der kantigen Linie im September 1996 auf dem Pariser Autosalon. Ab April 1997 kam es in den Verkauf.
Bereits im Januar 1997 war der erste offene Volvo seit Vorstellung des P1900 Sport im Jahre 1954 präsentiert worden. Das Cabriolet wurde dann zuerst im März 1998 in den USA eingeführt; in Europa kam es sogar erst im November 1999 mit Ende des Engagements von TWR auf den Markt. Elektrisch öffnet und schließt das Stoffverdeck vollautomatisch in weniger als einer halben Minute. Geöffnet verschwindet es mit der elektrisch beheizbaren Heckscheibe komplett unter einer festen Klappe im Heck. 
Bei Markteinführung mit zwei Turbomotoren, dem 2,4 T mit 142 kW (193 PS) und dem 2,3 l T5 mit 176 kW (240 PS), angeboten folgten weitere Varianten dieses Fünfzylindermotors.

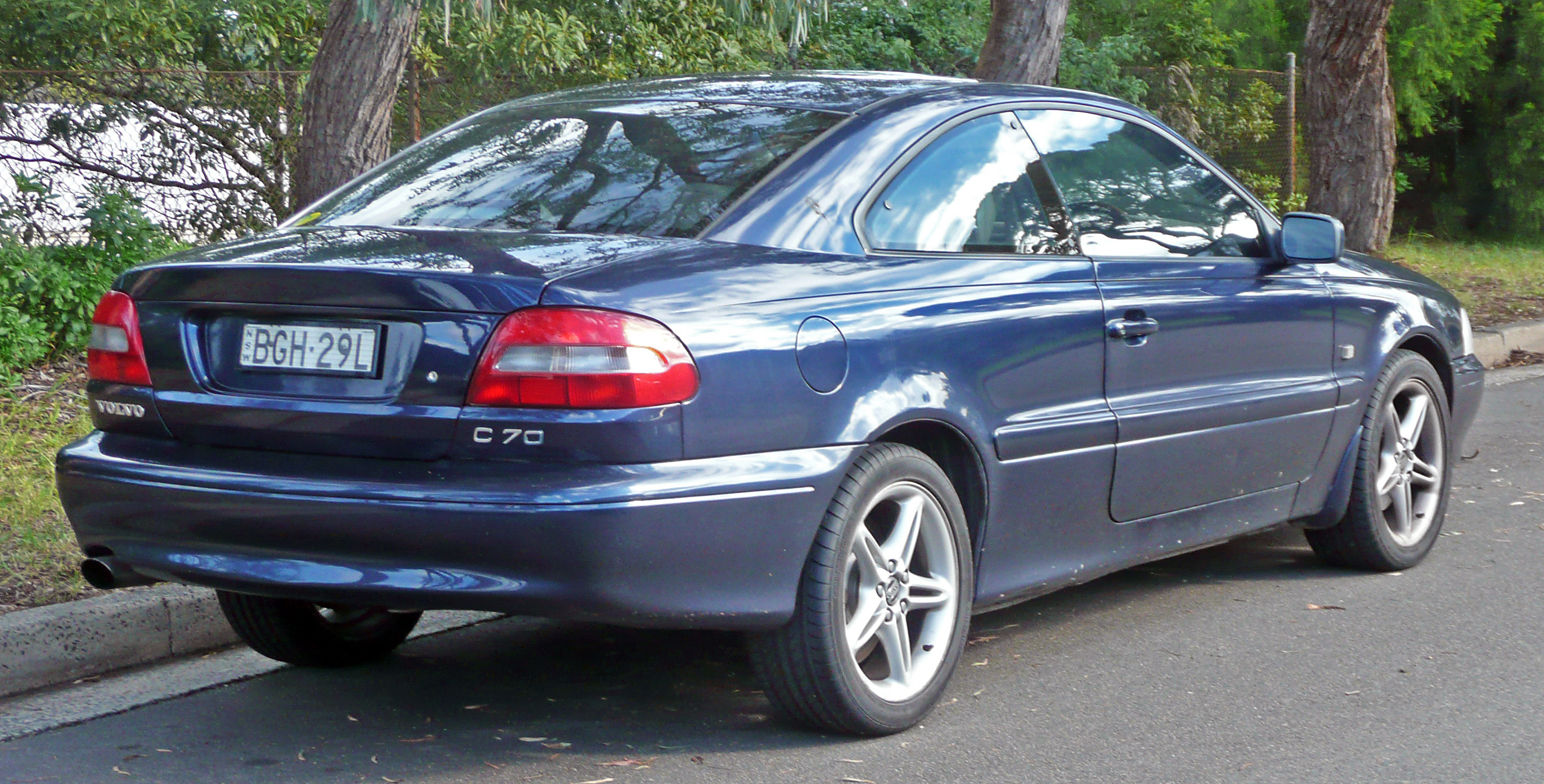
Heckansicht
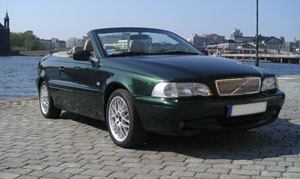
Volvo C70 Cabrio (1998–2002)
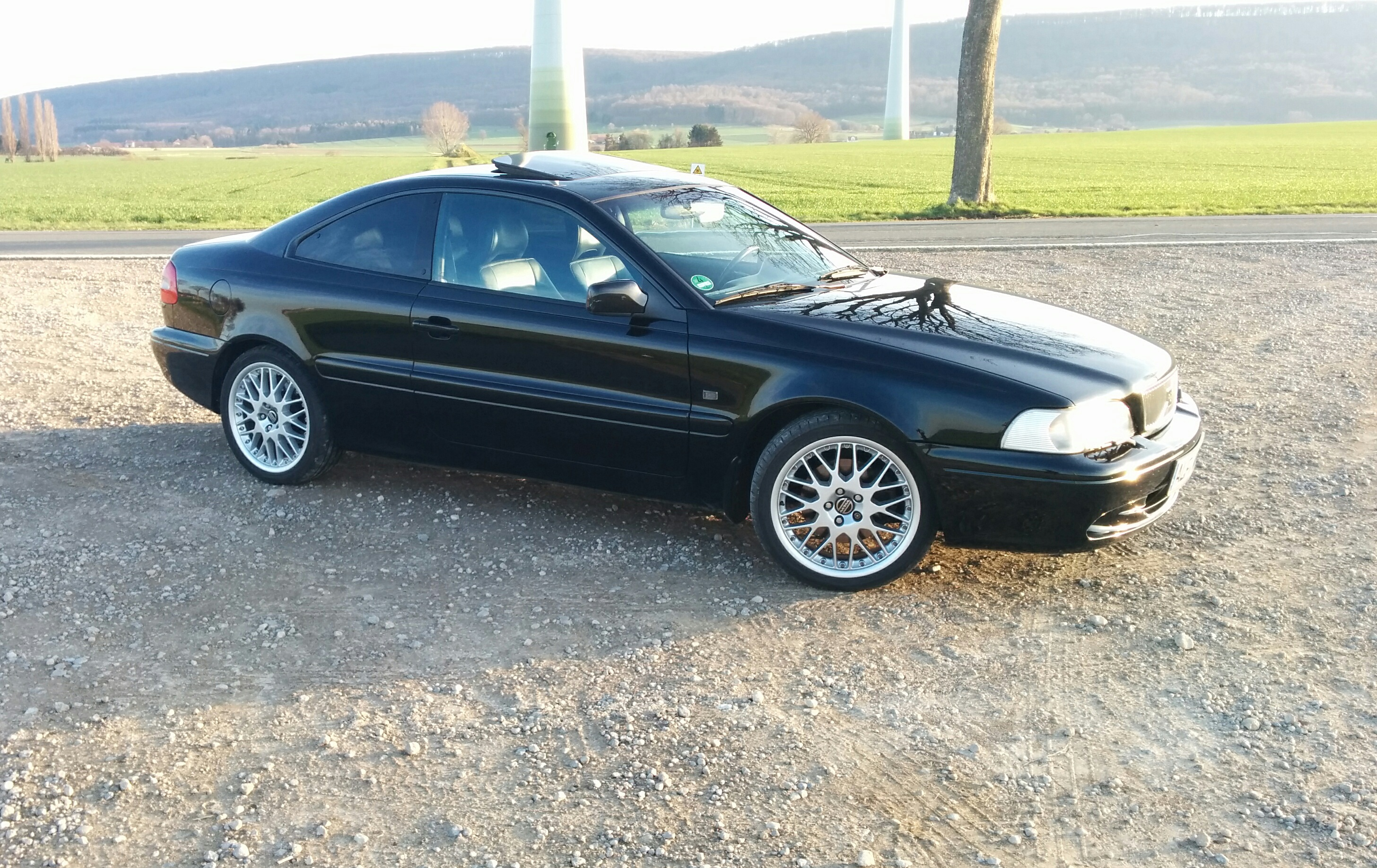
Volvo C70 T5 Coupé

### Modellpflege
Im Oktober 2002 wurde die Optik des Cabriolets durch Klarglasscheinwerfer, einen modifizierten Kühlergrill sowie neue Leichtmetallfelgen und Karosseriefarben geändert. Die Produktion des Coupés endete nach rund 27.000 Exemplaren.
Überarbeitet wurden auch zwei Fünfzylinder-Motoren: Der 2,4 T leistete nun 147 kW (200 PS) bei 5700/min (vorher 142 kW (193 PS) bei 5100/min) und der T5 180 kW (245 PS) bei 5400/min (vorher 175 kW (240 PS) bei gleicher Drehzahl). So benötigt das C70 T5 Cabriolet für die Beschleunigung auf 100 km/h 7,5 Sekunden und die Höchstgeschwindigkeit liegt bei 250 km/h.
Ende Oktober 2005 lief die Produktion dieses C70 Cabriolets nach knapp 50.000 gebauten Wagen aus.

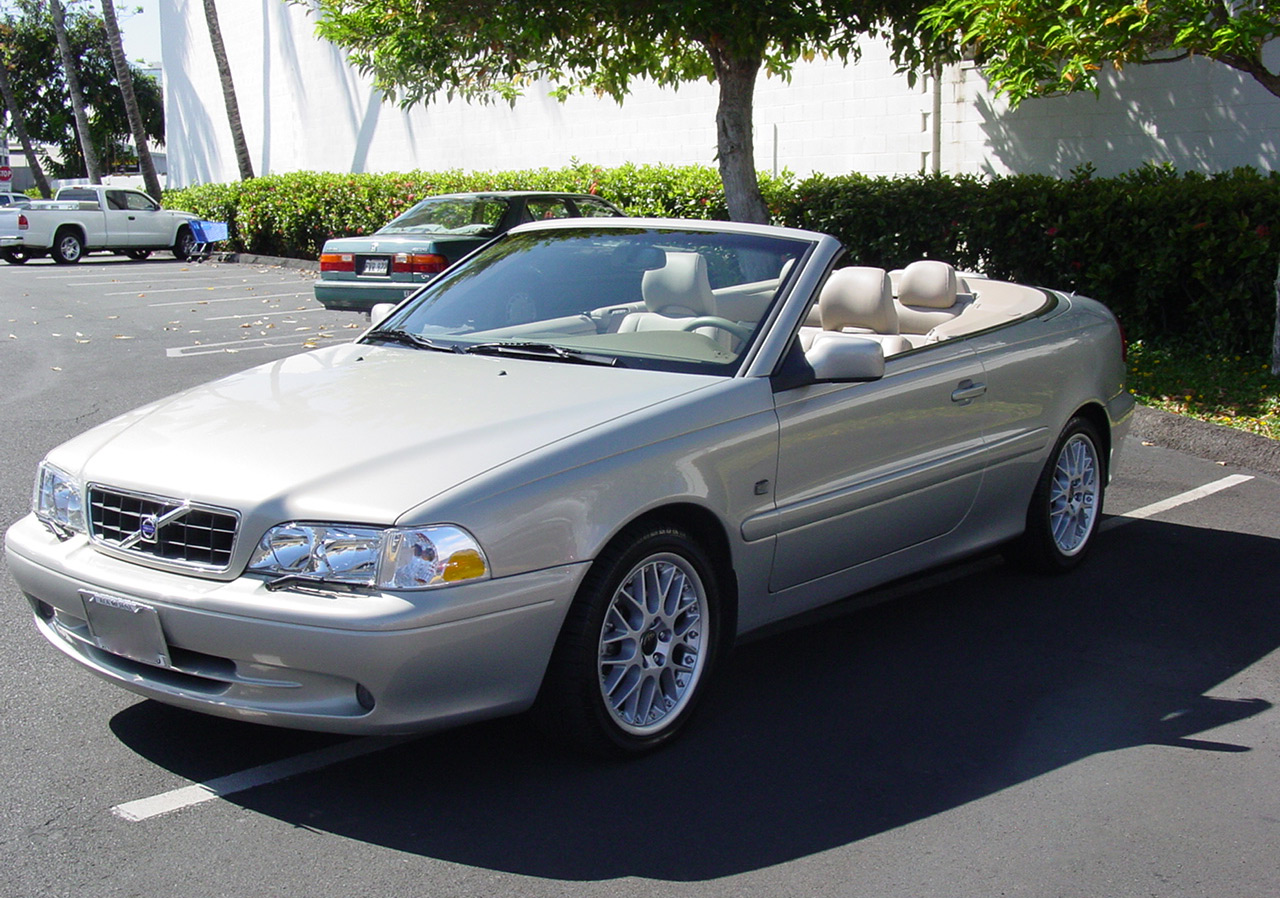
Volvo C70 Cabrio (2002–2005)

### Technische Daten
| Modell | Hubraum  | Zylinder | Leistung bei 1/min      | Drehmoment bei 1/min | Bauzeit         |
| Coupé  | Coupé    | Coupé    | Coupé                   | Coupé                | Coupé           |
| ------ | -------- | -------- | ----------------------- | -------------------- | --------------- |
| 2.0 T  | 1984 cm³ | 5        | 120 kW (163 PS)/ 5100   | 230 Nm/ 1800–5000    | 11.1999–09.2002 |
| 2.0 T  | 1984 cm³ | 5        | 132 kW (180 PS)/ 5700 1 | 220 Nm/ 2100–5500    | 03.1997–03.1998 |
| 2.0 T  | 1984 cm³ | 5        | 166 kW (226 PS)/ 5500   | 310 Nm/ 2700–5000    | 04.1998–09.2002 |
| 2.4    | 2435 cm³ | 5        | 125 kW (170 PS)/ 6100   | 230 Nm/ 4800         | 05.1999–12.1999 |
| 2.4 T  | 2435 cm³ | 5        | 142 kW (193 PS)/ 5100   | 270 Nm/ 1600–5000    | 03.1997–09.2002 |
| 2.5    | 2435 cm³ | 5        | 121 kW (165 PS)/ 6000 1 | 211 Nm/ 4600         | 01.1999–04.1999 |
| T5     | 2319 cm³ | 5        | 176 kW (240 PS)/ 5400   | 330 Nm/ 2400–5100 2  | 03.1997–09.2002 |
| Cabrio |          |          |                         |                      |                 |
| 2.0 T  | 1984 cm³ | 5        | 120 kW (163 PS)/ 5100   | 230 Nm/ 1800–5000    | 03.1998–10.2005 |
| 2.0 T  | 1984 cm³ | 5        | 166 kW (226 PS)/ 5500   | 310 Nm/ 2700–5000    | 03.1998–09.2002 |
| 2.4 T  | 2435 cm³ | 5        | 142 kW (193 PS)/ 5100   | 270 Nm/ 1600–5100    | 03.1999–09.2002 |
| 2.4 T  | 2435 cm³ | 5        | 147 kW (200 PS)/ 5700   | 285 Nm/ 1800–5000    | 10.2002–10.2005 |
| 2.4    | 2435 cm³ | 5        | 125 kW (170 PS)/ 6100   | 230 Nm/ 4800         | 05.1999–03.2000 |
| T5     | 2319 cm³ | 5        | 176 kW (240 PS)/ 5400   | 330 Nm/ 2400–5100 2  | 03.1999–09.2002 |
| T5     | 2319 cm³ | 5        | 180 kW (245 PS)/ 5400   | 330 Nm/ 2400–5100    | 10.2002–10.2005 |

## C70 (Typ M, 2005–2013)
Auf der IAA 2005 präsentierte Volvo die zweite Generation des C70, der jedoch nur als Cabriolet mit Klappdach aus Stahl gebaut wurde. Er basiert auf den Ende 2003 vorgestellten Volvo S40/V50.
Zum ersten Mal brachte Volvo damit ein Cabriolet mit klappbarem Metalldach auf den Markt. Ende Mai 2006 begann der offizielle Verkauf. Das Basisdesign stammt aus dem Volvo-Designstudio im kalifornischen Camarillo.
Darauf aufbauend wurde dieses Fahrzeug in enger Zusammenarbeit von Volvo und dem italienischen Designstudio Pininfarina entwickelt. Nachdem das Design des Coupés fixiert war, wurde daraus das versenkbare Hardtop konstruiert. Dabei wurde besonderer Wert auf die Form des Hecks gelegt, das durch die Verwendung eines drei- statt zweiteiligen Klappdaches flacher gestaltet werden konnte.
Für die Fertigung der zweiten Generation wurde das Volvo-Werk in Uddevalla von Volvo in das 2003 gegründete Gemeinschaftsunternehmen Pininfarina Sverige AB eingebracht, an dem Pininfarina S.p.A. mit 60 % und Volvo mit 40 % beteiligt waren.
Für den C70 standen zunächst drei Ottomotoren zur Wahl: als der 2,4-Liter-Fünfzylinder, den es in zwei Leistungsstufen mit 103 kW (140 PS) und 125 kW (170 PS) gibt und der 2,5-Liter-Fünfzylinder mit Turboaufladung und 162 kW (220 PS). 2006 kam ein Fünfzylinder-Diesel hinzu.
Im Herbst 2007 wurde das Motorenangebot des C70 um den Zweiliter-Turbodiesel 2.0D ergänzt, der bereits in den Modellen C30, S40 und V50 verbaut wurde. Damit kam erstmals ein Vierzylinder-Triebwerk zum Einsatz, alle übrigen Motoren verfügen über fünf Zylinder.

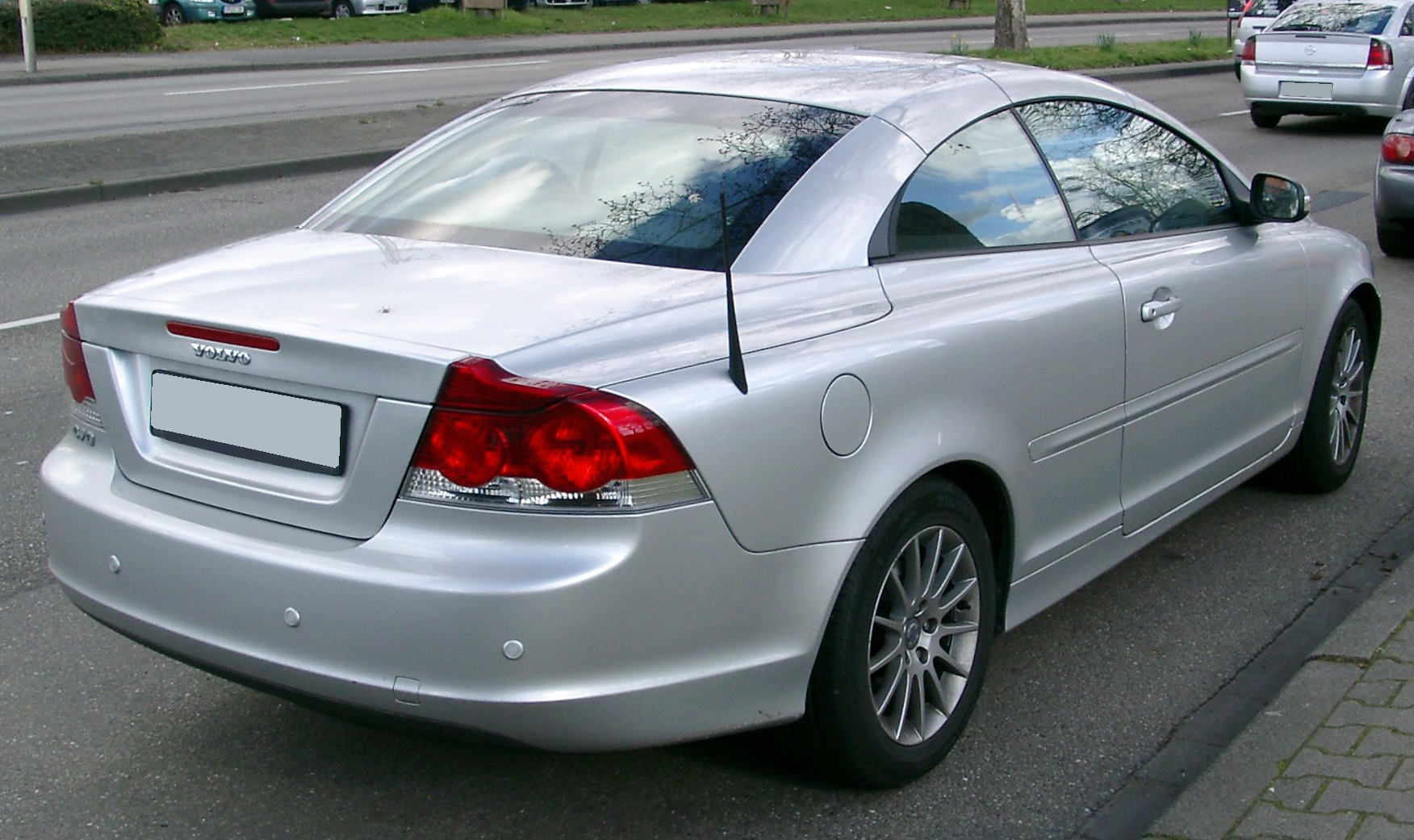
Heckansicht
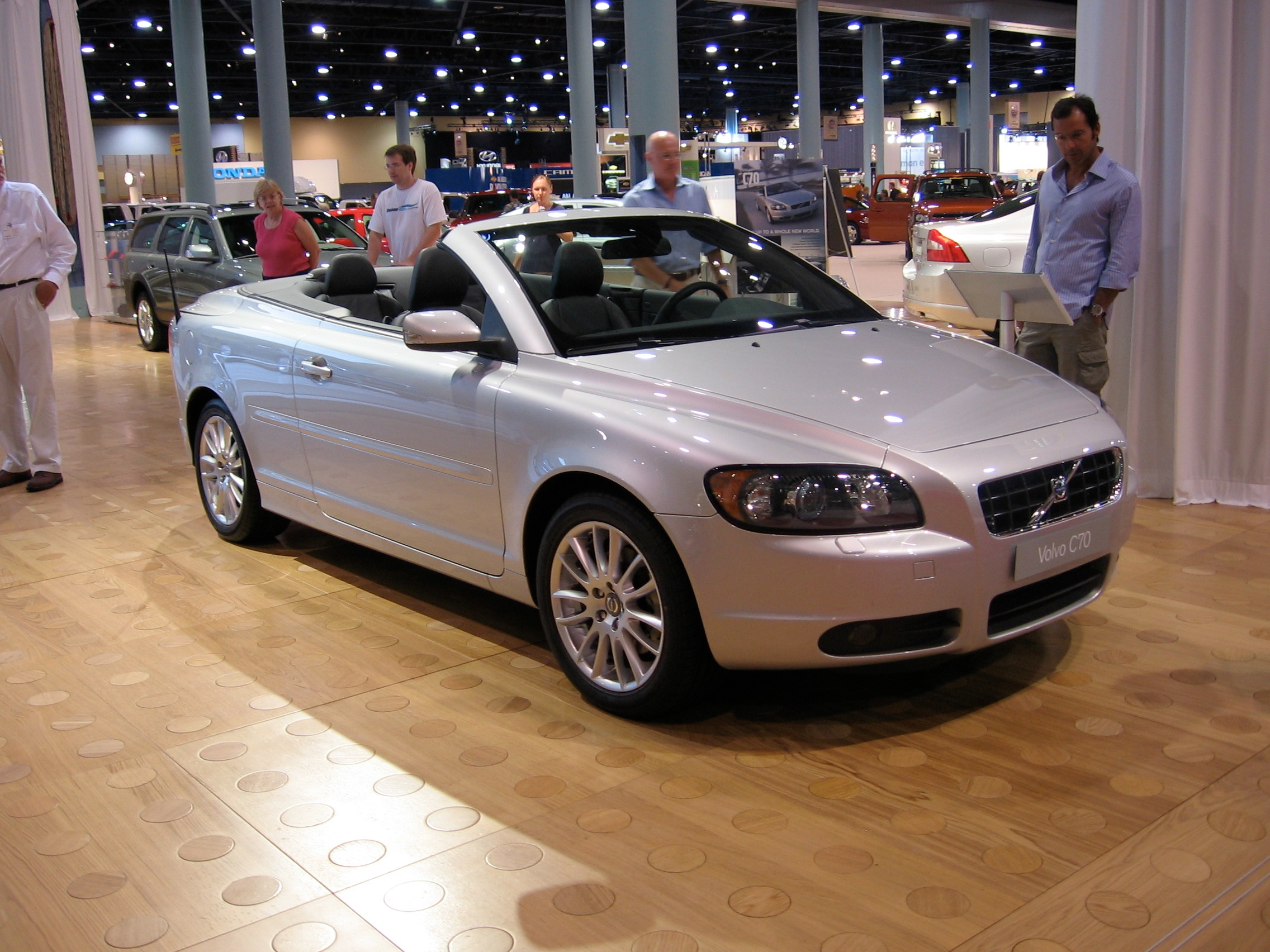
Volvo C70 mit geöffnetem Dach

### Dachkinematik
In der Kategorie der viersitzigen Coupé-Cabriolets zählt die Klappdachkinematik des Volvo C70 II zu den mechanisch aufwändigsten: Da der C70 II einen vergleichsweise langen Fahrgastraum für vier Erwachsene besitzt, musste das lange Stahldach in drei Segmente geteilt werden. Zugleich wurde so vermieden, die A-Säulen samt Frontscheibe weit nach hinten ziehen zu müssen.
Im geöffneten Zustand liegt das kleinste mittlere Segment zuunterst im Kofferraum, darüber das längere vordere Segment, ganz oben das breiteste, längste und gewölbteste Segment mit Heckscheibe und C-Säulen. Da die Wölbungen so optimal ineinander verschachtelt werden, bleibt unter dem eingefahrenen Dach ein unzerklüfteter Stauraum von 200 Litern erhalten. Auch die Skidurchlademöglichkeit bleibt bestehen. Ein interessantes Designdetail ist, dass im geschlossenen Zustand von außen wie von innen keine Scharniere zu sehen sind.
Das Stahldach wird mithilfe eines Scherenmechanismus, der alle drei Segmente koordiniert bewegt, in den Kofferraum befördert. Der Antrieb erfolgt über Hydraulikzylinder und eine elektrische Hydraulikpumpe, die auch weitere Vorgänge versorgt: Das Entriegeln und Anheben des vorderen Segments, das rückwärtige Öffnen des Kofferraumdeckels, das Ausfahren der Allwetter-"Hutablage", die Ankersicherung des geöffneten Daches im Kofferraum und schließlich der Verschluss des Kofferraumdeckels.
Vorteil: Aus dem zentralen Antrieb ergibt sich eine hohe Ausfallsicherheit und Zuverlässigkeit. Nachteil: Es können nicht mehrere hydraulische Vorgänge parallel stattfinden, wodurch die Schließung mit 30 Sekunden vergleichsweise lange dauert.
Bei geöffnetem Dach finden unter der Schutzabdeckung z. B. zwei Reisetaschen plus zwei kleinere Rucksäcke Platz, bei geschlossenem Dach passt ein Mountainbike samt demontierten Reifen in den Kofferraum.

### Modellpflege
Auf der IAA 2009 wurde der optisch überarbeitete C70 vorgestellt; im November 2009 war die Markteinführung bei den Vertragshändlern.
Auffallend ist neben dem neuen Stoßfänger das deutlich größere Volvo-Logo im Kühlergrill. Die Heckleuchten arbeiten nun mit LED-Technik. Abgesehen von den optischen Änderungen an Front- und Heck wurden nur dezente Veränderungen vorgenommen, im Innenraum gab es keine funktionellen Modifikationen. Insbesondere die „schwebende“ Mittelkonsole im Bang&Olufsen-inspirierten Design blieb erhalten. Die dreiteilige Dachkonstruktion wurde ebenfalls nicht verändert.

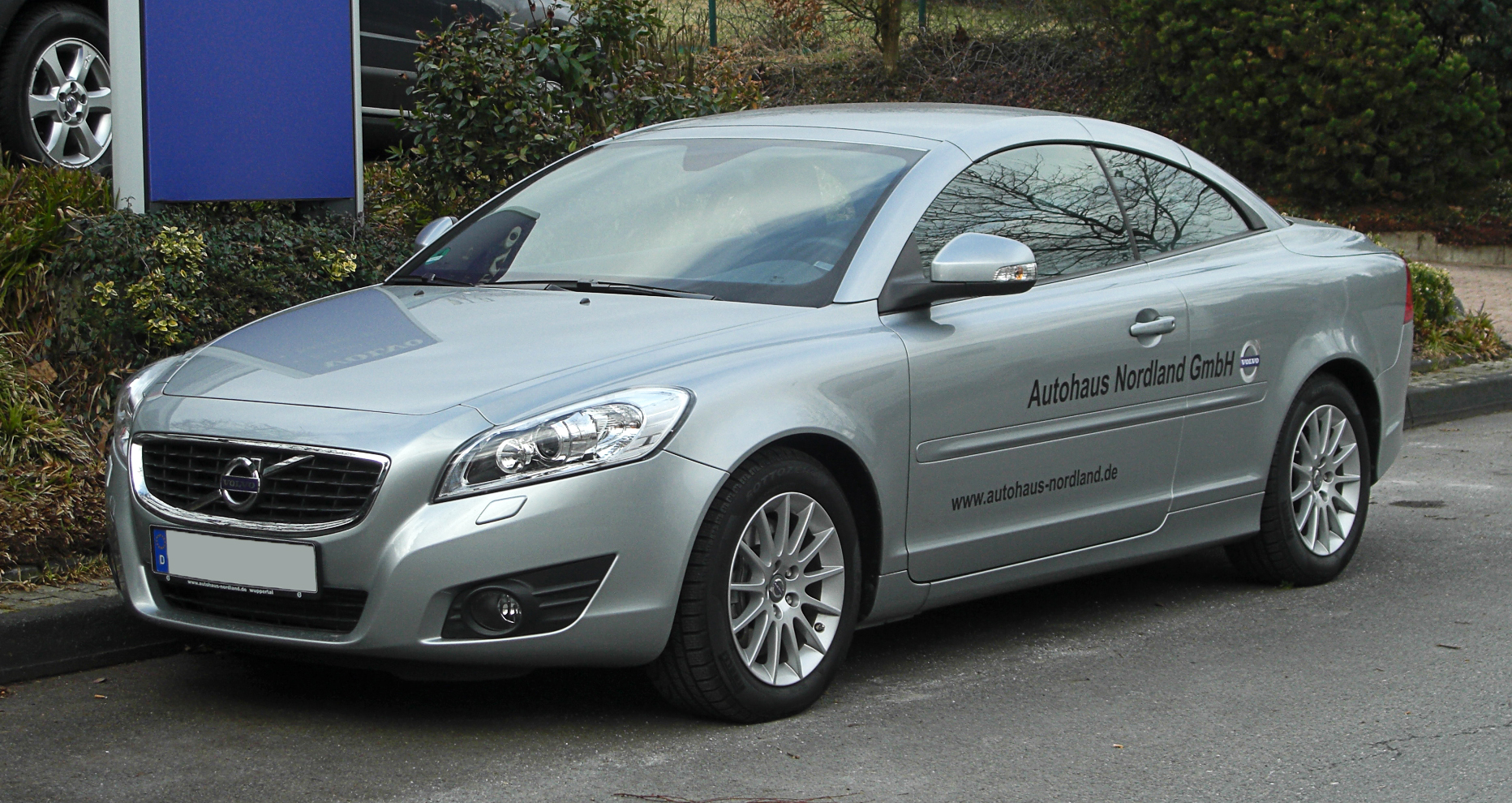
Volvo C70 (2009–2013)
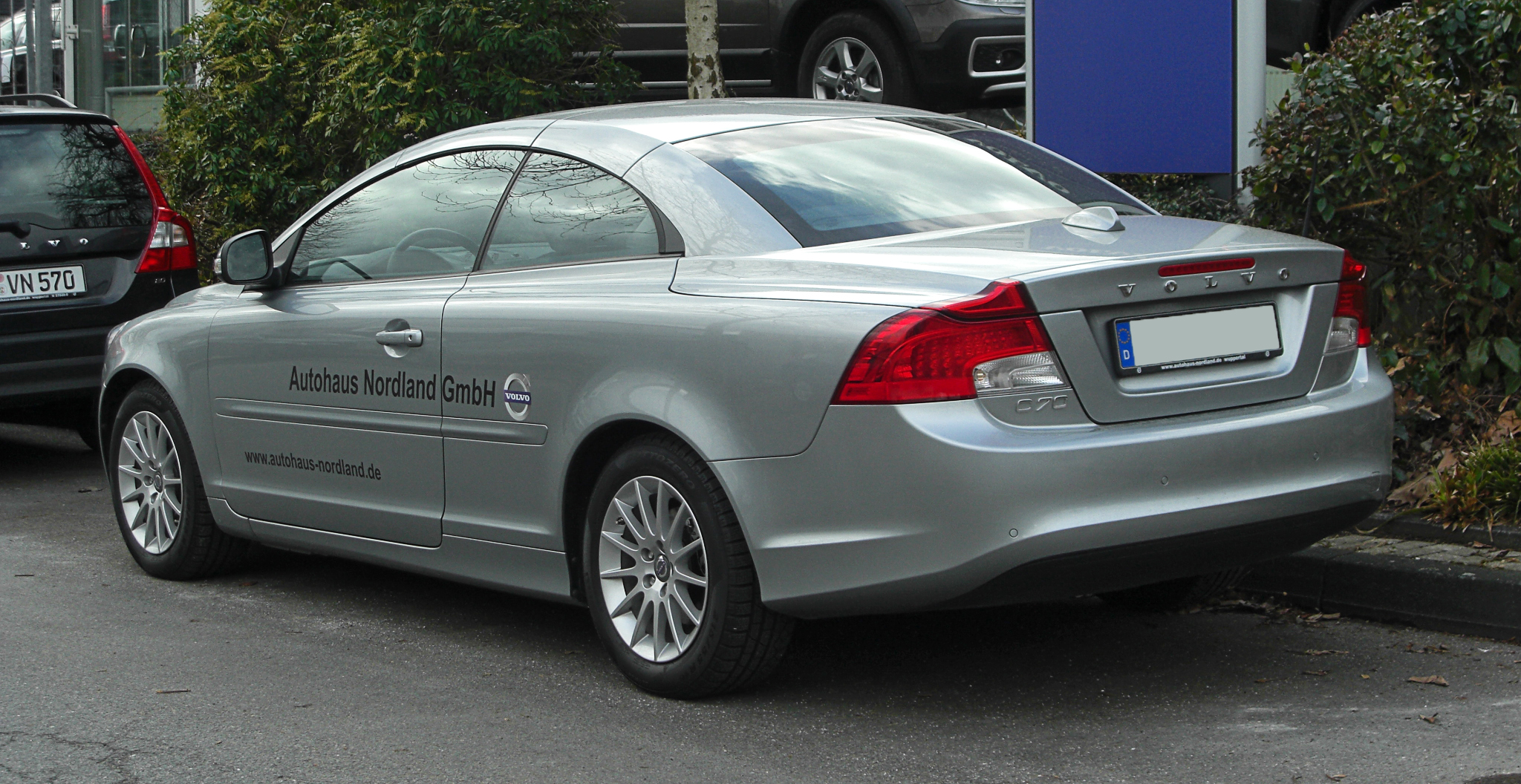
Heckansicht

### Technische Daten

#### 2005–2009
| Modell                     | 2.4                  | 2.4i                 | T5                   | T5                   | 2.0D                           | D5                                                 |
| -------------------------- | -------------------- | -------------------- | -------------------- | -------------------- | ------------------------------ | -------------------------------------------------- |
| Bauzeitraum                | 12.2005–10.2009      | 12.2005–10.2009      | 12.2005–02.2007      | 02.2007–10.2009      | 09.2007–10.2009                | 06.2006–10.2009                                    |
| Motortyp                   | Ottomotor            | Ottomotor            | Ottomotor            | Ottomotor            | Dieselmotor                    | Dieselmotor                                        |
| Motoraufladung             | –                    | –                    | Abgasturbolader      | Abgasturbolader      | Abgasturbolader                | Abgasturbolader                                    |
| Gemischaufbereitung        | Saugrohreinspritzung | Saugrohreinspritzung | Saugrohreinspritzung | Saugrohreinspritzung | Common-Rail-Direkteinspritzung | Common-Rail-Direkteinspritzung                     |
| Zylinder                   | 5                    | 5                    | 5                    | 5                    | 4                              | 5                                                  |
| Hubraum (cm³)              | 2435                 | 2435                 | 2521                 | 2521                 | 1997                           | 2400                                               |
| Leistung kW (PS) bei 1/min | 103 (140)/5000       | 125 (170)/6000       | 162 (220)/5000       | 169 (230)/5000       | 100 (136)/4000                 | 132 (180)/4000                                     |
| Drehmoment Nm bei 1/min    | 220/4000             | 230/4400             | 320/1500–4800        | 320/1500–5000        | 320/2000                       | 350/1750–3250 (bis 2008) 400/2000–2750 (seit 2009) |
| Beschleunigung, 0–100 km/h | 11,0 s (11,8 s) (1)  | 9,1 s (10,0 s) (1)   | 7,6 s (8,0 s) (1)    | 7,6 s (8,0 s) (1)    | 11 s                           | 9 s (9,5 s) (1)                                    |
| Vmax (km/h)                | 205 (200) (1)        | 220 (215) (1)        | 240 (235) (1)        | 240 (235) (1)        | 205                            | 225 (220) (1)                                      |
| Verbrauch (l/100 km)       | 8,9 (9,6) (1) Super  | 9,0 (9,6) (1) Super  | 9,1 (9,8) (1) Super  | 9,1 (9,8) (1) Super  | 6,1 Diesel                     | 6,6 (7,4) (1) Diesel                               |
| Leergewicht (kg)           | 1692 (1715) (1)      | 1692 (1715) (1)      | 1711 (1725) (1)      | 1711 (1725) (1)      | 1706                           | 1749 (1759) (1)                                    |

#### 2009–2013
| Modell                     | T5                   | D3                             | D4                             |
| -------------------------- | -------------------- | ------------------------------ | ------------------------------ |
| Bauzeitraum                | 11.2009–06.2013      | 11.2009–06.2013                | 11.2009–06.2013                |
| Motortyp                   | Ottomotor            | Dieselmotor                    | Dieselmotor                    |
| Motoraufladung             | Abgasturbolader      | Abgasturbolader                | Abgasturbolader                |
| Gemischaufbereitung        | Saugrohreinspritzung | Common-Rail-Direkteinspritzung | Common-Rail-Direkteinspritzung |
| Zylinder                   | 5                    | 5                              | 5                              |
| Hubraum (cm³)              | 2521                 | 1984                           | 1984                           |
| Leistung kW (PS) bei 1/min | 169 (230)/5000       | 110 (150)/3500                 | 130 (177)/3500                 |
| Drehmoment Nm bei 1/min    | 320/1500–5000        | 350/1500–2750                  | 400/1750–2750                  |
| Beschleunigung, 0–100 km/h | (8,0 s) (1)          | 10,8 s (10,9 s) (1)            | 9,8 s (9,9 s) (1)              |
| Vmax (km/h)                | (235) (1)            | 210 (205) (1)                  | 220 (215) (1)                  |
| Verbrauch (l/100 km)       | (9,4) (1) Super      | 5,6 (6,4) (1) Diesel           | 5,6 (6,4) (1) Diesel           |
| Leergewicht (kg)           | 1783                 | 1803                           | 1803                           |

## Produktionseinstellung
Im März 2013 übernahm die Volvo Car Corporation die Pininfarina Sverige AB vollständig. Bestellungen von Neuwagen wurden nur noch bis Mitte April 2013 angenommen.
Die Fertigung des C70 wurde im Zuge der Werksschließung am 25. Juni 2013 eingestellt, da die Produktionsstätte ausschließlich für dieses Modell benutzt und die zugrundeliegende Plattform nicht mehr produziert wurde. Ein Nachfolger war nicht geplant.